# Mopiopia comatula
Mopiopia comatula là một loài nhện trong họ Salticidae.
Loài này thuộc chi Mopiopia. Mopiopia comatula được Eugène Simon miêu tả năm 1902.